# 섭정
섭정(攝政)은 군주가 통치하는 군주국에서 군주가 아직 어려서 정무를 수행할 능력이 없거나 병으로 정사를 돌보지 못할 때 군주를 대신해서 통치권을 받아 국가를 다스리던 사람이나 그 일을 가리킨다.

## 지역별

### 동양
동양에서는 태자가 다스리는 것을 대리청정, 황태후나 대왕대비 등 여성이 다스리는 것은 수렴청정 그리고 다른 사람(왕족, 대신)이 다스리는 것 또는 그 사람을 섭정이나 섭정왕이라 한다. 조선에서는 섭정이라는 용어가 거의 쓰이지 않았고, 수렴청정과 대리청정이라는 말이 주로 쓰였다.
동양에서는 다음과 같은 때에 섭정이 이루어졌다.
- 조선의 수렴청정과 대리청정

- 청나라의 섭정

순치제 : 6세에 즉위하자 황숙인 아이신기오로 도르곤이 섭정왕을 맡았다.
동치제 : 5세의 어린 나이에 즉위하자 공충친왕과 동태후, 서태후가 공동으로 섭정했다.
선통제 : 3세에 즉위하자 큰어머니인 동시에 양어머니인 융유태후와 친아버지 감국섭정왕이 공동으로 섭정했다.
- 일본 : 일본국 헌법 제4조 참고

### 서양
서양 국가에서는 다음과 같은 때에 섭정이 이루어졌다
- 프랑스 : 루이 13세 왕의 왕비이자 스페인과 오스트리아의 공주인 안 도트리슈가 루이 14세의 어머니로서 섭정을 하였다.
- 영국 : 조지 3세 왕의 충신인 멜버른 총리가 빅토리아 여왕의 고명대신으로서 섭정을 하였다.
- 오스트리아 : 신성로마제국의 프란츠 1세 황제의 황후인 오스트리아의 마리아 테레지아 여왕이 몸이 약한 남편을 대신해서 대리청정을 하였다.

## 같이 보기
- 수렴청정
- 임조칭제
- 일본 군주제 원정
- 관백
- 섭관정치
- 후견